# Malla Moe
Malena "Malla" Moe, född 12 september 1863, död 16 oktober 1953, var en norsk-amerikansk missionär i Swaziland.
Moe föddes och växte upp på gården Moe i Hafslo socken, Sogn og Fjordane fylke. Under ett väckelsemöte 1875 kom hon till personlig kristen tro.
Efter föräldrarnas död flyttade hon 1884 till Chicago, där systern Karin med familj bodde. 1891 deltog hon i världsevangelisten Fredrik Franson väckelsemöten i Moody Church. Franson övertalade Moe att bli missionär och efter en tvåveckors bibelkurs avskiljdes hon och sju andra till afrikamissionärer för Fransons nybildade Scandinavian Alliance Mission, i en gudstjänst i Bethesda Church i New York den 1 april 1892. Därefter skickades hon till Östafrika för att gå en språkkurs innan hon skickades till Swaziland, där hon startade missionsstationen Bethel i Bulunga.
Med denna plats som bas kom hon resten av sitt liv (med avbrott för ett par uppehåll i Europa) att verka som evangelist, församlingsbyggare, undervisare och predikant. Hon utnämnde inhemska pastorer och fungerade som mentor för dem. Den förste afrikan som Moe vann för den kristna tron var en zuluer, Mapelepele Gamede. De både lät döpa sig samtidigt, Gamede tog förnamnet Johane och tjänade sedan alltid som Moes trogne partner i missionsarbetet, varur Evangelical Church i Swaziland kom att växa fram.